# Торохтий, Богдан Григорьевич
Богдан Григорьевич Торохтий (укр. Богдан Григорович Торохтій; род. 9 июня 1984, Кировоград) — украинский адвокат, политик.
Народный депутат Украины IX созыва.

## Биография

### Образование
Он окончил Киевский национальный университет внутренних дел (юридический факультет), Днепропетровский региональный институт государственного управления Национальной академии государственного управления при Президенте Украины (факультет государственного управления).

### Трудовая деятельность
Торохтий работает юрисконсультом в Филиале публичного акционерного общества «Государственная продовольственно-зерновая корпорация Украины» — «Одесский зерновой терминал».
Был заведующим юридического сектора Государственной инспекции сельского хозяйства в Кировоградской области.

## Политическая деятельность
В 2006 году — кандидат в депутаты Кропивницкого городского совета от партии «Пора».
Кандидат в народные депутаты от партии «Слуга народа» на парламентских выборах 2019 года, № 105 в списке. На время выборов: юрисконсульт филиала ПАД "Государственная продовольственно-зерновая корпорация Украины «Одесский зерновой терминал», беспартийный. Проживает в Кропивницком.
Член Комитета Верховной Рады по вопросам правовой политики.
Член Украинской части межпарламентской ассамблеи Верховной Рады Украины и Сейма Литовской Республики.
В июне журналисты Bihus.info опубликовали расследование, в котором говорится, что жена нардепа Торохтия во время полномасштабного вторжения приобрела недвижимость в курортном болгарском городе Несебр стоимостью около 477 тысяч долларов. За время полномасштабной войны Торохтий сменил 3 дорогих автомобиля, а в августе 2022 года успел отдохнуть с женой в Болгарии.
8 августа глава фракции «Слуга народа» Давид Арахамия инициировал исключение народного депутата из рядов партии и призвал сдать депутатский мандат.
10 августа 2023 года глава фракции Слуга народа Давид Арахамия заявил, что завершены все юридические процедуры по исключению Анатолия Гунько и Богдана Торохтия из фракции. По информации расследователей, с 24 февраля 2022 по 1 июня 2023 года Торохтий восемь раз выезжал из Украины и ни разу ничего не писал о пребывании за границей в соцсетях.